# Tipula (Lunatipula) limitata
Tipula (Lunatipula) limitata is een tweevleugelige uit de familie langpootmuggen (Tipulidae). De soort komt voor in het Palearctisch gebied.